# Kvong
Kvong er en lille landsby i Sydvestjylland med 203 indbyggere i byområdet (2023). Kvong er beliggende seks kilometer øst for Lunde, 18 kilometer nord for Varde og 36 kilometer nord for Esbjerg. Landsbyen tilhører Varde Kommune og er beliggende i Region Syddanmark.
Den hører til Kvong Sogn, og Kvong Kirke samt Kvong Friskole ligger i landsbyen.